# Оніґірі

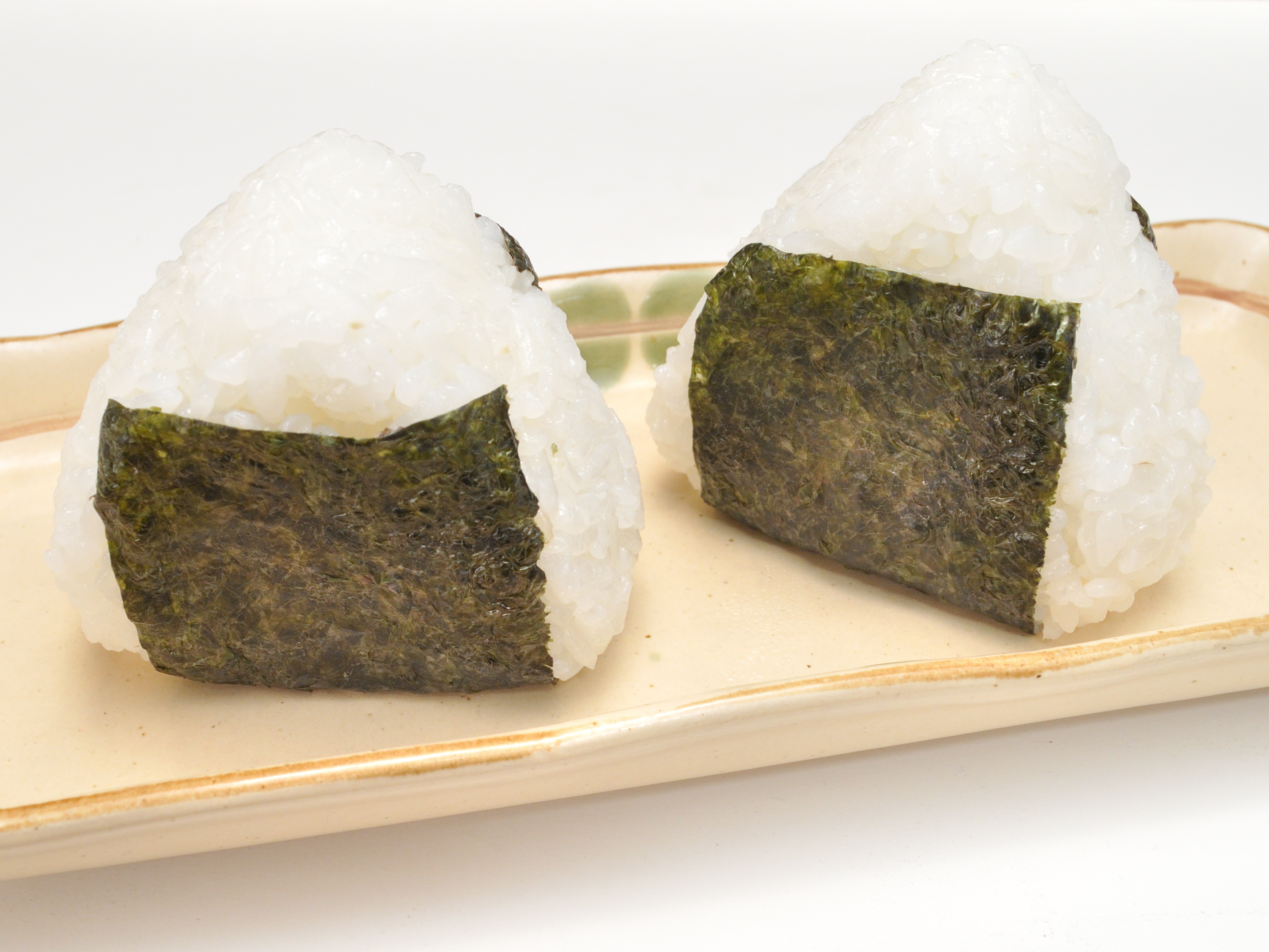
Два оніґірі, рисові кульки, одна загорнута у сухі водорості

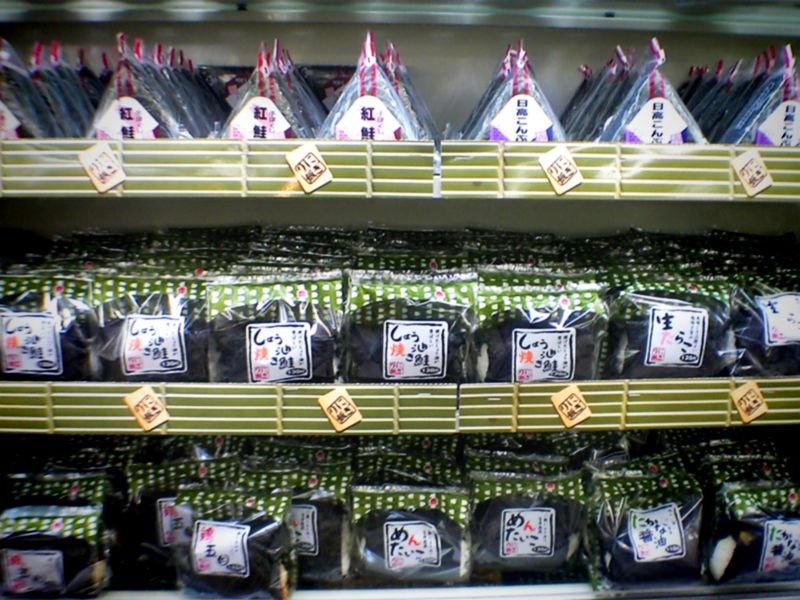
Оніґірі у крамниці у Камакурі

Оніґірі (яп. お握り, 御握り, おにぎり), також омусубі (яп. お結び, おむすび) або рисова кулька — японська страва з білого рису, сформована у тіла трикутної або овальної форми і часто загорнута в норі (водорості). Традиційно, оніґірі заповнюється маринованим уме (умебосі), засоленим лососем, кацуобусі, комбу, тарако або будь-яким іншим засоленим або квашеним інгредієнтом як натуральним консервантом. Завдяки популярності оніґірі у Японії, більшість магазинів продають їх із різноманітними начинками та добавками; деякі спеціалізовані на продажу лише оніґірі з собою.
Незважаючи на розповсюджені омани, оніґірі — це не вид суші. Оніґірі робиться із простого рису (іноді злегка посоленого), у той час як суші робляться із рису з оцтом, цукром і сіллю. Оніґірі робить рис портативним і легким для їжі одночасно консервуючи його, у той час як суші виникли для консервування риби.
Оніґірі також продаються у багатьох магазинах Гонконгу, КНДР, Тайваню та Південної Кореї. Корейською мовою вони називаються «jumeok bap» (Хангиль: 주먹밥) або «samgak gimbap» (хангиль: кор. 삼각김밥, досл. «перший рис» або «трикутний водорослевий рис») відповідно.

## Історія

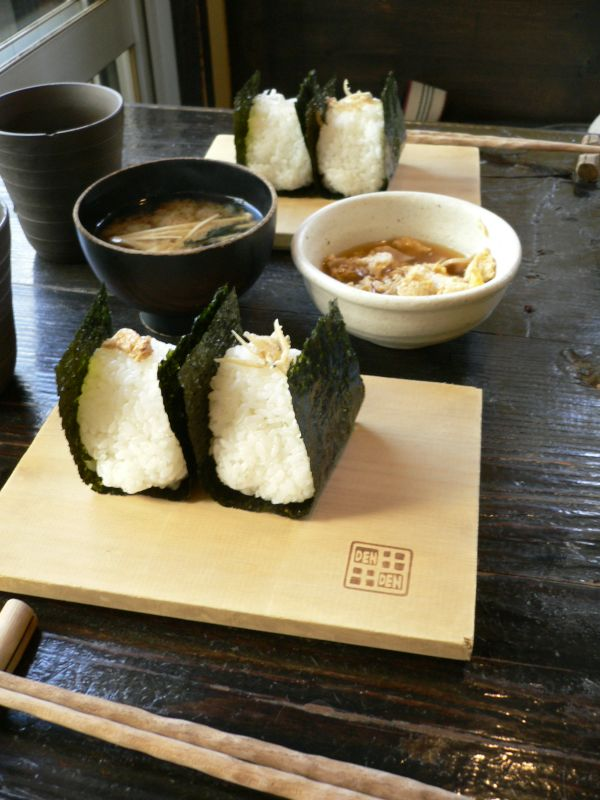
Оніґірі у оніґірі-ресторані у Токіо

У Щоденнику Мурасакі Сікібу (XI ст.) вона пише про людей, що їдять рисові кульки. У ті часи оніґірі називались тондзікі і часто споживались на пікніках. В інших творах, датованих XVII століттям, вказується, що багато самураїв зберігали рисові кульки загорнені у бамбукову обгортку як ланч під час війни, але виникли оніґірі набагато раніше навіть за Мурасакі Сікібу. Перед тим як стало широко поширеним використання паличок, у періоді Нара, рис часто скочували у маленькі кульки, які легко можна взяти. Під час періоду Хейан, рис стали формувати також у маленькі трикутні тіла тондзікі, так щоб їх можна було легко накласти в тарілку і їсти.
Починаючи із періоду Камакура і до раннього Едо, оніґірі використовувались як швидка їжа; це мало сенс, бо кухарю треба було думати лише про те, щоб зробити достатньо оніґірі і не перейматись сервіруванням. Ці оніґірі були просто кульками підсоленого рису. Норі не були широко поширеними аж до ери Ґенроку, період середнього Едо.
Вважалось, що оніґірі не можна робити масово, оскільки техніка скручування вручну надто складна для машин.[джерело?] У 1980-х, було винайдено машину, що робить трикутні оніґірі. Її зустріли скептично, оскільки начинка не традиційно загорталась всередину, а просто клалась в отвір в оніґірі, який закривався норі. Оскільки оніґірі, які робились цією машиною, уже були з норі, з часом норі стають неприємно вологі і липкі. Вдосконалення пакування дозволило зберігати норі окремо від рису. Перед вживанням в їжу, людина могла відкрити упаковку норі і обгорнути оніґірі. Те, що машини просто клала начинку в оніґірі, спростило їх виробництво, оскільки процес приготування не змінюється залежно від інгредієнтів. Сучасні машинно скручені оніґірі спеціально упаковані, так що між норі і рисом є пластиковий бар'єр, що не дає проникати волозі; норі і рис контактують лише, коли упаковка відкривається з обох кінців.

## Форми
Є багато різних форм оніґірі. Основні з них:
- трикутна — низька трикутна призма;
- тавара (Tawara) — кругла подушечка;
- кругла — схожа на форму сиру Гауда і рисових тістечок kagami mochi;
- куляста;
- прямокутна — низький прямокутний паралелепіпед.

## Рис
Зазвичай, оніґірі роблять з вареного на пару білого рису, однак інколи й з іншими варіантами приготованого рису:
- o-kowa або kowa-meshi (sekihan): клейкий рис, зварений/приготований на пару рису з овочами (червоними бобами);
- maze-gohan (буквально «мішаний рис»): приготований рис, змішаний з бажаними інгредієнтами;
- смажений рис.

## Начинки
Традиційними начинками оніґірі є умебосі, кацуобусі чи цукудані. Загалом, оніґірі з попередньо витриманим рисом (див. вище) не наповнюється начинкою.
Типові начинки:
- без начинки: тільки сіль;
- тунець чи креветки з майонезом тощо;
- суха риба: смажена хрустка макрель(鯖) тощо;
- смажені продукти: маленька темпура, котлета;
- кацуобусі тощо;
- приготована ікра тріскових і лососевих риб тощо;
- шіокара: кальмари тощо;
- цукудані: норі, молюски тощо;
- квашені продукти: умебосі, гірчиця;
- місо: інколи разом із зеленою цибулею.